# Abú Dulaf
Abú Dulaf (10. století) byl arabský básník a cestovatel. Procestoval střední a východní Asii až po Čínu. Jako první se zmiňuje o těžbě ropy nedaleko dnešního města Baku.

## Popis cesty
V roce 924 se v Buchaře spojil s čínskou výpravou, která se vracela do Číny. Výprava putovala přes východní Turkestán a severní Tibet. Zpět do vlasti cestoval po moři přes Indočínu a Malakku do Indie, poté přes Kašmír, Kábul a Írán se vrátil do Bagdádu. V dalších letech překročil Kavkaz a kolem Kaspického moře prošel severní Írán, přičemž vystoupil na vrchol Damávandu. Popis jeho cest obzvlášť jeho zprávy o Íránu, Arménii a Gruzínsku jsou podrobné a obsahují údaje geografické, geologické i přírodovědné.